# SMC
SMC株式会社（エスエムシー、英: SMC Corporation）は、東京都中央区京橋に本社を置く、日本の空気圧制御機器メーカーである。工場の自動化設備の空圧制御機器で世界1位（国内シェア6割、世界シェア3割）、ドイツのFesto社との世界2強を構成する。日経平均株価（NIKKEI225）およびTOPIX Large70、JPX日経インデックス400の構成銘柄の一つ。

## 概要
- 総合職の平均年収は1,038万円[7]、これは東洋経済が公表する｢平均年収が高い会社ランキング」では40位程度に位置する。[8]
- 世界中の81カ国に400以上の営業拠点を展開する。
- 1959年に焼結金属を製造する「焼結金属工業株式会社」として設立された。かつては「ショーケツ」ブランドで製品を販売。 1986年に現社名に変更。社名のSMCは、「焼結金属」の英文名「Sintered Metal」に「Company」の頭字語である。
- 空圧機器のほか、自動制御機器や濾過装置などを製造する。

## 沿革
- 1956年 - 東京都千代田区に焼結金属工業株式会社を設立。
- 1961年 - 空気圧補助機器の製造・販売を開始。
- 1964年 - 自動制御機器製品の製造・販売を開始。
- 1965年 - 日本機材株式会社に資本参加。
- 1967年 - SMCオーストラリアに資本参加
- 1970年 - 駆動機器(エアシリンダ)の製造・販売を開始。
- 1971年 - 方向制御機器の製造・販売を開始。
- 1974年 - 本社を東京都港区に移転。
- 1977年 - SMCアメリカ設立
- 1978年 - SMCイギリス設立
- 1978年 - SMCドイツ設立
- 1986年 - SMC株式会社に商号変更。
- 1986年 - SMCシンガポール製造設立
- 1987年 - 東京証券取引所市場第二部に株式上場。
- 1989年 - 東京証券取引所市場第一部銘柄に指定。
- 1989年 - SMC台湾設立
- 1990年 - SMCスペイン設立
- 1991年 - 筑波技術センターを設置。
- 1995年 - SMC韓国設立
- 2000年 - 欧州技術センター設置
- 2002年 - 米国技術センター設置
- 2006年 - 本社を東京都千代田区に移転。
- 2007年 - 中国技術センター設置
- 2014年 - SMCベトナム製造設立
- 2025年 - 本社を東京都中央区京橋に移転。[9]
- 2025年 - 研究開発拠点を柏の葉キャンパス新技術センターに移転[10]

## 国内生産拠点
- 本社 - 東京都中央区京橋（東京駅から徒歩約10分）
- 柏の葉キャンパス新技術センター - 千葉県柏市（柏の葉キャンパス駅から徒歩2分）
- 筑波技術センター - 茨城県つくばみらい市
- 草加工場 - 埼玉県草加市
- 筑波工場 - 茨城県常総市
- 下妻工場 - 茨城県下妻市
- 矢祭工場 - 福島県東白川郡矢祭町
- 釜石工場 - 岩手県釜石市
- 遠野工場 - 岩手県遠野市

## 研究開発拠点の移転
2025年に研究開発拠点を移転し、「SMC柏の葉新技術センター」が設立される。総投資額は1,200億円にのぼり、これは東京スカイツリー（建設費：約400億円）をおよそ3本建設できる規模である。民間企業による単一の研究施設としては国内最大級であり、その規模・技術設備は他に類を見ない。延床面積は約85,300㎡（5階建て×3棟）におよび、東京ドーム「2.2個分」に相当する。
本技術センターには、約1,300名の研究者・技術者が在籍する予定で、AI（人工知能）、ロボティクス、空気圧制御、制御工学などの先端技術分野に特化した研究開発が進められる。

## 柏の葉スマートシティ構想
柏の葉スマートシティは、千葉県柏市が三井不動産、東京大学、千葉大学などと連携し、「環境共生」「健康長寿」「新産業創造」を3本柱として推進する都市開発プロジェクトである。つくばエクスプレス（TX）柏の葉キャンパス駅周辺を中心に、最先端の技術や都市計画を取り入れた次世代都市づくりが進められており、官民学連携による「公・民・学」の協働が特徴とされる。
SMCの進出は、同エリアの「新産業創造」分野の中核を担うものであり、高度な研究開発機能を持つ企業の集積を後押しする。また、施設内には社員や地域住民が交流できるカフェテリアや広場、屋上庭園なども整備される予定で、地域との共生も重視されている。
交通面では、柏の葉キャンパス駅から都心部へのアクセスが良好であり、将来的にはつくばエクスプレスの東京駅延伸および臨海地下鉄との接続が構想されている。これが実現すれば、柏の葉エリアの研究・産業拠点としての利便性と国際的競争力がさらに高まることが期待されている。

## 新技術センターとTXの延伸
SMC株式会社は研究開発機能のさらなる拡充を図るべく、千葉県柏市の柏の葉スマートシティ内に「SMC柏の葉新技術センター」を建設中であり、2025年秋の開設を予定している。新拠点は、つくばエクスプレス（TX）柏の葉キャンパス駅から徒歩圏に立地し、当駅から秋葉原駅まで約30分と現在でも東京都心へのアクセスは良好である。
さらに、TXの東京駅延伸および、東京都が計画する臨海地下鉄（東京駅～東京ビッグサイト間）との接続構想が具体化すれば、同路線は東京駅から都心・臨海部へ直結する鉄道ネットワークとなる見込みである。この構想に向け、2024年には茨城県・千葉県・埼玉県・東京都の沿線自治体など11区市が「つくばエクスプレスと都心部・臨海地域地下鉄の接続事業化促進期成同盟会」を発足させた。
このような交通インフラの拡充は、柏の葉エリアに立地する企業や研究機関にとって、都心部や羽田空港方面への移動利便性を飛躍的に向上させるものであり、首都圏との人材・知のネットワーク強化、国際競争力の向上にもつながると期待されている。SMCのように研究開発を重視する企業にとっては、アクセス性と地域の研究集積性が両立する柏の葉は、今後さらに戦略的な拠点としての価値を高める可能性がある。

## 東京圏国家戦略特区への指定
東京圏国家戦略特別区域（国家戦略特区）は、日本政府が規制改革や都市開発、産業振興を重点的に進めるために指定した地域であり、東京、神奈川、千葉、埼玉の一部地域が対象となっている。千葉県では、柏市（特に柏の葉スマートシティエリア）が指定区域に含まれており、「世界に冠たる国際イノベーション拠点の形成」を掲げ、民間企業や大学、自治体が連携してイノベーションを促進する取り組みが進められている。
この国家戦略特区の枠組みのもと、規制緩和や税制支援、インフラ整備の加速といった施策が行われており、研究開発や起業、国際人材の活用などを推進しやすい環境が整えられている。柏の葉エリアは、その中核として、環境技術・医療・創薬・情報通信分野の先進的な企業・研究機関の集積を目指している。
このような政策的背景の中で、SMC株式会社が2025年に柏の葉スマートシティ内に開設予定の「SMC柏の葉新技術センター」は、国家戦略特区の「新産業創造」の目的に合致する先端企業の大型投資と位置付けられる。
同センターは、敷地面積約42,794㎡、延床面積約85,320㎡、総投資額1,200億円にのぼり、約1,300人が勤務可能な研究開発拠点となる計画で、スマートウェルネスオフィスや地域交流施設も整備される。国の規制緩和・都市計画支援により、土地利用や施設整備の自由度が高まり、迅速な事業展開が可能となっている点も、特区の恩恵の一つといえる。
さらに、国家戦略特区では外国人研究者の受け入れ手続きの緩和や先端的なまちづくり支援も行われており、SMCのようなグローバル展開企業にとっても、研究人材の確保や都市機能の高度化においてメリットがあるとされている。

## 受賞歴
- 2013年 - Automation World誌 読者投票にて「First Team」に選出。[15]
- 2022年 - フォーブス誌「Most Innovative Companies」世界50社の内ランクイン 。[16][17]
- 2024年 - フォーブス誌「World’s Best Employers 2024」にランクイン。[18]
- 2024年 - Deloitte主催「US Best Managed Company」に5年連続で選出。[19]
- 2025年 - 2年連続でAMATより「サプライヤー・エクセレンス」を受賞。[20][21]
- 2025年 - 日本食品機械工業会（JFMA）より、第4回FOOMA 2025賞を受賞。[22]